# Julie Wohryzková
Julie Wohryzková (28. února 1891 Praha – 26. srpna 1944 Osvětim) byla snoubenkou Franze Kafky.

## Život
Narodila se v Praze v židovské rodině. Její otec Eduard Wohryzek (1864–1928) pocházel z kupecké rodiny, byl řezníkem, vedl obchod s potravinami a později byl šamašem v synagoze na Vinohradech. Její matka Mina, rozená Reach, pocházela z Pešti. Julie měla dvě sestry, Käthe a Růženu, a bratra Wilhelma. Julie pravděpodobně vystudovala obchodní školu a stala se úřednicí a později prokuristkou.
Franz Kafka byl její druhý snoubenec. Poprvé byla zasnoubena s ortodoxním sionistou, který byl zabit během první světové války. Juliina korespondence s Kafkou se nedochovala. Znám je pouze dopis, který poslal Kafka její sestře Käthe v listopadu 1919, kde píše, že jeho rodiče plánovanou svatbu zakázali kvůli pomluvám, které se vedou o Juliině frivolnosti. Vztah Kafka ukončil v červnu 1920.
V roce 1921 se Julie Wohryzková provdala za bankovního prokuristu Josefa Wernera. Několik let žili v Budapešti, později v Praze. Ačkoli Werner nebyl Žid, byla Julie deportována do vyhlazovacího tábora Auschwitz, kde byla 26. srpna 1944 zabita.